# میرابوطالب رضوی‌نژاد صومعه‌سرائی
میرابوطالب رضوی‌نژاد صومعه‌سرائی سیاست‌مدار ایرانی بود، که در دوره بیست و چهارم مجلس شورای ملی به عنوان نماینده صومعه‌سرا از استان گیلان در مجلس شورای ملی حضور داشت. میر ابوطالب رضوی نژاد صومعه سرائی ، فرزند محمد علی در سال 1309 شمسی پا به عرصه وجود گذاشت. در سال 1328 با اخذ دیپلم دانشسرای مقدماتی، در زادگاه خود به انجام  خدمات فرهنگی اشتغال یافت. در سال 1330 با اخذ دیپلم ادبی در کنکور دانشکده حقوق تهران شرکت نمود و در سال 1334 به اخذ لیسانسیه حقوق در رشته قضایی، وارد خدمات دادگستری گردید و با عنوان دادرس دادگاه شهرستان لاهیجان و ریاست دادگستری شهرستان لاهیجان و بازرس قضایی وزارت دادگستری و نایب رییس کمیسیون دادگستری مجلس شورای ملی انجام وظیفه قضایی نمود. در دوره بیست و چهارم، نماینده مردم شهرستان صومعه سرا در مجلس شورای ملی بود. در سال 1358 به افتخار بازنشستگی نائل گردید و موفق به اخذ پروانه وکالت پایه یک دادگستری شد. وی با پشتوانه نزدیک به پنجاه سال خدمات فرهنگی، قضایی،  پارلمانی و تحقیقاتی ، 14 جلد کتاب اجتماعی، تاریخی ، فلسفی، عرفانی و حقوقی در زمینه‌های مختلف حقایق زندگی انسان‌ها، تالیف نموده است. 